# 호물루 조제 파셰쿠 다 시우바
호물루 조제 파셰쿠 다 시우바(포르투갈어: Rômulo José Pacheco da Silva, 1995년 10월 27일 ~ )는 호물루로 불리는 브라질의 축구 선수로 현재 중국 슈퍼리그의 청두 룽청에서 공격형 미드필더로 활약 중이며 2015년 팬아메리칸 게임 동메달리스트이다.

## 클럽 경력

### K리그이전
2014 시즌부터 2016 시즌까지 EC 바히아 소속으로 공식전 62경기 6골을 기록하며 2014 시즌과 2015 시즌 2회 연속 캄페오나투 바이아누 우승, 2016 시즌 캄페오나투 바이아누 준우승, 2015 시즌 코파 두 노르데스치 준우승, 2016 시즌 코파 두 노르데스치 4강 등의 성과에 기여했으며 레드불 브라간치누에서도 잠시 임대 선수로 활동하기도 했다.

### 부산 아이파크
2017 시즌을 앞두고 대한민국 K리그2의 부산 아이파크로 임대 이적하며 데뷔 후 처음으로 해외 진출에 성공한 뒤 2017 시즌에는 공식전 28경기 9개의 공격포인트(2골·7어시스트)를 기록하며 2017년 K리그 승강 플레이오프 진출, 2017년 FA컵 준우승의 일등공신이 되었다.
그 후 2018 시즌을 앞두고 부산 아이파크 완전 이적에 성공한 뒤 공식전 41경기 22개의 공격포인트(13골·9어시스트)를 달성했고 특히 2018년 K리그2에서 어시스트상(9개)을 수상하며 부산의 2회 연속 승강 플레이오프 진출에 기여했으나 FC 서울의 벽을 넘지 못하면서 2시즌 연속으로 K리그1 승격 문턱에서 주저앉았다.
이후 2019 시즌에서도 공식전 34경기 17개의 공격포인트(15골·2어시스트)를 올렸고 특히 경남 FC와의 2019년 K리그 승강 플레이오프 2차전에서 선제골을 터뜨리며 5년만의 부산의 K리그1 승격을 이끈 뒤 2020 시즌에서도 24경기 8개의 공격포인트(4골·4어시스트)를 올리며 활약했지만 팀의 1시즌만의 K리그2 강등을 막지 못했다.

### 청두 룽청
2020 시즌을 끝으로 부산 아이파크와의 계약을 종료한 후 서정원 감독이 이끄는 중국 갑급리그의 청두 룽청으로 트레이드되어 2021 시즌 리그 12경기 4골을 기록했고 특히 다롄 프로와의 승강 플레이오프 2차전에서 결승골을 터뜨리며 창단 첫 중국 슈퍼리그 승격을 이끌었다.
그리고 슈퍼리그 승격 첫 해인 2022 시즌에서는 리그 32경기 12골을 터뜨리며 리그 5위의 돌풍을 주도했고 2023 시즌에서도 8개의 어시스트를 기록하며 활약하다가 상하이 하이강과의 경기에서 시즌 아웃을 당하기도 했지만 이듬해인 2024 시즌에서 팀의 주전으로 복귀하여 3위라는 구단 역사상 중국 최상위 리그 역대 최고 성적과 함께 구단 첫 아시아 클럽 대항전 진출(2025-26년 AFC 챔피언스리그 2)에 기여했다.

## 국가대표팀 경력

### 브라질 U-23 대표팀
브라질 U-23 대표팀의 일원으로 참가한 2015년 팬아메리칸 게임에서 5경기 2골로 활약하며 브라질의 동메달 획득에 일조했는데 이 메달은 2003년 대회 은메달 이후 12년만에 나온 팬아메리칸 게임 메달이다.

## 대회 성적

### 클럽
EC 바히아
- 캄페오나투 바이아누 : 우승 (2014, 2015), 준우승 (2016)
- 코파 두 노르데스치 : 준우승 (2015), 4강 (2016)

 부산 아이파크
- K리그2 : 준우승 (2017, 2019), 3위 (2018)
- 코리아컵 : 준우승 (2017)

 청두 룽청
- 중국 슈퍼리그 : 3위 (2024)
- 중국 갑급리그 : 4위 (2021)

### 국가대표팀
브라질 U-23
- 팬아메리칸 게임 : 동메달 (2015)

### 개인 수상
- K리그2 어시스트상 : 2018 (9개)
- K리그2 베스트 11 : 2018, 2019